# Gianni Zuiverloon
Gianni Michel Eugène Zuiverloon (født 30. december 1986 i Rotterdam, Holland) er en hollandsk fodboldspiller, der spiller for klubben ADO Den Haag. Han er forsvarsspiller, fortrinsvis højre back.
Zuiverloon fik sin fodboldmæssige opdragelse hos Feyenoords ungdomshold, hvorfra han i 2004 blev overført til klubbens førstehold. Han debuterede i udekampen mod Willem II den 22. august 2004. I den følgende sæson var han udlånt til RKC Waalwijk.
I maj 2006 skrev Zuiverloon kontrakt med SC Heerenveen, og han nåede to sæsoner for klubben, inden han i 2008 skiftede til West Bromwich.
Han har spillet 17 kampe på Hollands U/21-landshold samt to landskampe for Hollands B-landshold.

## Karriere
Her ses en oversigt over første del af Zuiverloons karriere.
| sæson   | klub                    | land    | liga             | kampe | mål |
| ------- | ----------------------- | ------- | ---------------- | ----- | --- |
| 2004/05 | Feyenoord               | Holland | Eredivisie       | 10    | 0   |
| 2005/06 | RKC Waalwijk            | Holland | Eredivisie       | 28    | 1   |
| 2006/07 | SC Heerenveen           | Holland | Eredivisie       | 30    | 1   |
| 2007/08 | SC Heerenveen           | Holland | Eredivisie       | 30    | 2   |
| 2008/09 | West Bromwich Albion    | England | Premier League   | 33    | 0   |
| 2009/10 | West Bromwich Albion    | England | The Championship | 29    | 4   |
| 2010/11 | West Bromwich Albion    | England | Premier League   | 0     | 0   |
| 2010/11 | Ipswich Town F.C. (lån) | England | The Championship | 4     | 0   |
| 2011/12 | RCD Mallorca            | Spanien | La Liga          | 7     | 0   |
| Totalt  |                         |         |                  | 172   | 12  |